# Askanews
askanews, normalmente en minúscula, es una agencia de noticias italiana especializada en proporcionar información multimedia en forma de textos, imágenes y vídeos. Es la segunda agencia de Italia por el número de periodistas, después de la Agenzia Nazionale Stampa Associata (ANSA). 

## Historia
La agencia tiene dos redacciones, una en Roma y otra en Milán y emplea a más de cien periodistas, siendo la segunda agencia italiana después de ANSA en términos de número de periodistas. askanews produce un boletín diario de noticias de texto y un buen número de vídeos y fotografías distribuidos por una red de medios en línea nacionales e internacionales que cuenta con la colaboración de Agence France-Presse y la agencia rusa RIA Novosti, así como con una red de corresponsales ubicados en varias capitales extranjeras, como Bruselas, Nueva York y Moscú. En octubre de 2014 se lanzó el portal askanews.it y unos meses antes se había fusionado. Askanews es el resultado de la integración de ASCA, agencia de prensa presidida por Giuseppe Cornetto Bourlot y dirigida por Gianfranco Astori, y TMNews, presidida por Brunetto Tini y dirigida por Claudio Sonzogno.

### Asca
En 1969, se fundó la Agencia Católica de Noticias Asociada (ASCA) como oficina editorial romana de una serie de periódicos católicos, entre ellos L'Eco di Bergamo, L'Ordine di Como, L'Adige di Trento e Il Cittadino de Génova. El impulso inicial lo dio Flaminio Piccoli, el líder demócrata cristiano. El primer director fue Gianfranco Barberini.
En 1973 se abolió la dicción "Agenzia Stampa Cattolica Associata", conservando únicamente la sigla ASCA, integrada por el subtítulo "Agenzia quotidiano nazionale".
En 1986 tomó el control de la agencia Luigi Abete, expresidente de Giovani Industriali y luego vicepresidente de Confindustria, la patronal italiana. En 1988 fue nombrado director Claudio Sonzogno, que dirigió la agencia hasta la fusión con TM News.

### TMNews
TMNews, antes APCOM y antes APBiscom, fue una agencia de noticias fundada a principios de febrero de 2001, bajo el nombre de APBiscom, por Lucia Annunziata, gracias a la sinergia de agencias italianas y suizas y de la agencia estadounidense Associated Press . Pronto pasó a ser APCOM y una de sus asociadas era la cadena de televisión estadounidense CNN.
En 2003, APCOM quedó bajo el control de Telecom Italia. ; desde 2009 ha sido adquirida en un 60% por Sviluppo Programmi Editoriali S.p.A. , propiedad del grupo Abete, que hace referencia a la familia homónima, y de Brunetto Tini, Giuseppe Cornetto Bourlot, la familia Fontana y Maria Paola Merloni.
Desde diciembre de 2010, poco antes de la interrupción de la colaboración internacional con Associated Press, cambió su nombre a TMNews. Desde septiembre de 2011, el director es Paolo Mazzanti.
La agencia es titular de los servicios de prensa de la Presidencia del Consejo de Ministros . Con la reasignación de servicios a través de una licitación europea (2015), askanews resultó adjudicataria del lote 3, correspondiente a servicios de información para la administración pública.